# Antioco Hernández Morales
El Coronel de Infantería Antioco Hernández Morales fue un militar mexicano que participó durante la Guerra contra el narcotráfico en México. Nació el 22 de mayo de 1962 en Chilpancingo, Guerrero. En 1979 ingresó al Heroico Colegio Militar. Todos sus ascensos de teniente a coronel los obtuvo en el primer concurso. En agosto de 1991 ingresó a la Escuela Superior de Guerra donde obtuvo el título de licenciado en Administración Militar y su Diplomado de Estado Mayor, graduándose en 1994. Como miembro activo de las Fuerzas Armadas prestó sus servicios durante 27 años y ocho meses. Se hizo acreedor a las condecoraciones de perseverancia de quinta, cuarta, tercera y segunda clase. Fue comandante del 47/o. Batallón de Infantería con sede en Santiago Pinotepa Nacional, en el estado de Oaxaca, donde actuó durante el huracán "Stan" en el que ayudó a mucha gente que fue afectada. Fue junto a otros 4 militares del 12.º Batallón de Infantería emboscado y asesinado el 1 de mayo de 2007 en Carácuaro, Michoacán durante un enfrentamiento con presuntos narcotraficantes.